# Fernando Tambroni
Fernando Tambroni (Ascoli Piceno, 1901 — Roma, 1963) foi um político italiano. Ocupou o cargo de primeiro-ministro da Itália entre 25 de Março até 26 de Julho de 1960.

## Vida
Os pais de Fernando Tambroni Armaroli vieram da região de Macerata. Seu pai, Arturo Tambroni Armaroli, foi diretor de uma instituição de ensino e de 1951 a 1961 foi vereador e vice-prefeito de Ancona.
Depois de se formar no ensino médio, Fernando Tambroni Armaroli estudou direito na Universidade de Macerata. Na década de 1920, ingressou no Partito Popolare (PPI) e tornou-se vice-presidente da Federação Italiana de Universidades Católicas (Federazione Universitaria Cattolica Italiana), liderada por Giuseppe Spataro. Após a dissolução forçada do PPI pelos fascistas em 1926, ele prometeu publicamente seu total apoio a Mussolini, a quem descreveu como um "homem da Providência". Em 1932 filiou-se ao Partido Fascista (PNF). Questionado sobre isso no pós-guerra, defendeu-se dizendo que foi obrigado a aderir ao PNF.
Durante o fascismo, ele primeiro se envolveu em perícia e logo se tornou um renomado advogado criminalista. Ele tinha seu próprio escritório de advocacia em Ancona, onde sua irmã Rina, que assumiu o escritório após a guerra, também trabalhava. Durante a guerra, como oficial da milícia Volontaria, comandou uma bateria antiaérea perto de Ancona. Após o fim da guerra, ele retomou seu trabalho político e foi fundamental na construção da Democracia Cristiana (DC) na região de Marche. Em 1946, Fernando Tambroni Armaroli foi eleito para a Assemblea Costituente pelo círculo eleitoral de Ancona.

## Carreira política
Na eleição de 1948 para a 1ª legislatura da República, Tambroni conseguiu ingressar na Câmara dos Deputados pelo DC. No mesmo ano, ele se notabilizou como reformador social no DC quando, contrariando a linha oficial do partido, abriu o DC para posições de esquerda junto com o então presidente da Câmara dos Deputados e depois presidente Giovanni Gronchi. Entre outras coisas, criticou o alinhamento exclusivo da política externa com os Estados Unidos. Mesmo sendo trazido de volta à linha pela direção do partido, ele conseguiu entrar nos holofotes nacionais.
Já na 1ª legislatura, foi vice-presidente da Comissão de Obras Públicas na Câmara dos Deputados. De 1950 a 1953 foi subsecretário de Estado no Ministério da Marinha Mercante, e de 1953 a 1954 foi ministro da Marinha Mercante nos gabinetes de Pella, Fanfani I e Scelba. Como Ministro da Marinha Mercante, ele se notabilizou com sua política de estaleiros e a lei que leva seu nome, na qual garantiu empregos por meio de contratos estatais e, ao mesmo tempo, tornou os estaleiros italianos internacionalmente competitivos.
Em 1955 foi nomeado Ministro do Interior no gabinete Segni I. Ele também chefiou o ministério sob os governos sucessores de Zoli e Fanfani II até 1959. Como ministro do Interior, esteve envolvido na reforma da defesa civil e dos bombeiros, entre outras coisas. Por sua instigação, o corpo de Benito Mussolini também foi reenterrado no túmulo da família em Predappio. Sua liderança no Ministério do Interior, no entanto, serviu sobretudo para garantir o poder do DC. No período que antecedeu as eleições legislativas, ordenou aos prefeitos que tomassem medidas que tivessem um impacto positivo no eleitorado, especialmente na área de compras públicas e bem-estar, a fim de minar as ideias comunistas. Ao mesmo tempo, um departamento especialmente estabelecido do Ministério do Interior, que ele compunha com confidentes próximos e trabalhava secretamente como Agência Eco (em italiano: Agenzia Eco), registrou todos os políticos, simpatizantes e simpatizantes de esquerda. No entanto, adversários políticos dentro do DC ou por simpatizantes do DC também foram gravados para possivelmente chantageá-los politicamente. A fim de limitar sua influência, após a renúncia do governo Fanfani II sob o gabinete Segni II, ele não foi mais confirmado como Ministro do Interior, mas foi nomeado Ministro do Tesouro e Orçamento, provavelmente a pedido do Presidente Gronchi.
Dentro da DC, ele era próximo de Amintore Fanfani. No congresso de 1956 do DC em Trento, Tambroni pronunciou-se a favor de uma aproximação limitada com o Partido Socialista (PSI) se a situação da maioria o tornasse necessário. Como Fanfani, ele via o futuro do DC em um partido de centro-esquerda. No entanto, essa corrente no DC não pôde prevalecer no congresso do partido em 1959. Após a renúncia do PSI do gabinete Segni II e a renúncia de Segni em fevereiro de 1960, Tambroni foi encarregado de formar um governo. Com o apoio do pós-fascista Movimento Sociale Italiano (MSI), conseguiu criar um governo minoritário do DC. Em 8 de abril, ele recebeu um voto de confiança na Câmara dos Deputados, apoiado pelos votos do MSI, que queria impedir o PSI de participar do governo novamente. As tensões internas do partido, nas quais vários ministros de DC renunciaram após o voto de confiança, forçaram Tambroni a entregar sua renúncia. Enquanto isso, depois que a tentativa de formar um governo com o PSI sob Fanfani falhou novamente, o presidente Gronchi recusou a renúncia de Tambroni. Em 29 de abril de 1960, foi novamente votado no Senado com os votos do MSI.
A eleição de Tambroni, apoiada pelos neofascistas, causou certa indignação na esquerda do espectro partidário. Quando, algumas semanas depois, o MSI anunciou que realizaria seu congresso em Gênova, antigo reduto da resistência contra o fascismo, houve convocações públicas para protestos e manifestações em várias cidades italianas (Gênova, Roma, Catânia e Licata) entre o final de junho e o início de julho. Em 7 de julho, houve confrontos de rua com a polícia em Reggio nell'Emilia, nos quais sete manifestantes, todos membros do Partido Comunista (PCI), morreram. Os ânimos só se acalmaram depois que o presidente do Senado, Cesare Merzagora, e o presidente da Câmara dos Deputados, Giovanni Leone, mediaram e as forças de segurança se retiraram para o quartel. Sob pressão do público, Tambroni finalmente apresentou sua renúncia em 19 de julho de 1960. O reinado de Tambroni também viu a censura de vários filmes, incluindo La Dolce Vita, de Federico Fellini.
Após sua renúncia, Fernando Tambroni Armaroli ficou quieto, não desempenhava mais um papel político. Nas suas poucas aparições, sublinhou sempre a importância de enfrentar com determinação os manifestantes de esquerda durante o seu mandato como primeiro-ministro. No congresso do DC em Nápoles, em 1960, ele se opôs estritamente à abertura do partido à esquerda. Isolado com essa atitude, ele não foi mais indicado nas eleições gerais como o principal candidato do DC para a região de Marche. Fernando Tambroni Armaroli morreu de ataque cardíaco em 18 de fevereiro de 1963 em Roma.